# Sepracor
Sepracor est une entreprise américaine qui fait partie de l'indice NASDAQ-100.
Sepracor est une entreprise pharmaceutique fondée en 1984 par Tim Barberich. Elle était initialement située à Princeton, New Jersey, puis a été relocalisée à Marlborough, Massachusetts. Le 12 octobre 2010, la société a changé son nom pour Sunovion.